# Dezperadoz
Dezperadoz – projekt poboczny gitarzysty Alexa Krafta, znanego bardziej jako producent albumów Toma Angelrippera z Sodom i Onkel Tom. Zespół zadebiutował w 2000 roku albumem Dawn Of Dying, na którym zaprezentował wybuchowy miks muzyki ze spaghetti westernów (Sergio Leone) i rock n' rollowego thrash metalu. Angelripper udzielał się wokalnie na pierwszym krążku grupy.
W 2006 roku zespół wydaje drugi krążek zatytułowany The Legend & The Truth, którego historia poświęcona jest najsłynniejszemu stróżowi prawa z czasów Dzikiego Zachodu, czyli Wyattowi Earpowi.

## Członkowie zespołu
- Alex Kraft – wokal, gitara
- Dennis Ward – gitary
- Alex Waigand – bas
- Sascha Tilger – perkusja

## Byli członkowie
- Volker Liebig – bas
- Olli Lampertsdörfer – perkusja
- Ferdy Doernberg – pianino

## Dyskografia

### Płyty
- Dawn Of Dying (2000)
- The Legend & The Truth (2006)
- An Eye for an Eye (2008)
- Call of the Wild (2017)
- Moonshiner (2024)